# Knut Borch
Knut Håkon Borch (Tromsø, 29 gennaio 1980) è un ex calciatore norvegese, di ruolo portiere.

## Biografia
Borch servì il suo Paese nella Sjøforsvaret (la marina militare norvegese) da luglio 1999 a luglio 2000, nella base di Ramfjorden (alle porte di Tromsø).

## Carriera

### Club
Borch giocò per l'intera carriera per il Tromsø, giovanili incluse. Debuttò nell'Eliteserien il 15 giugno 1997, subentrando al portiere titolare Thomas Tøllefsen nel pareggio per due a due in casa del Sogndal. Conquistò un posto fisso in squadra, però, soltanto nella stagione 2004.
Nel 2005 e nel 2006, Borch non raccolse molte presenze a causa di alcuni problemi fisici. Il Tromsø acquistò così Lars Hirschfeld prima e successivamente Kenny Stamatopoulos e Sead Ramović. Al suo rientro, nel campionato 2007, il titolare era ormai diventato Ramović e Borch gli fece da secondo.
Diede l'addio al calcio nell'estate 2008, a causa degli infortuni.

### Nazionale
Borch giocò una partita per la Norvegia under 21: fu infatti schierato per il secondo tempo della sfida amichevole contro la Finlandia under 21, al posto di Kenneth Høie. I norvegesi si aggiudicarono il match per quattro a uno.
Collezionò un'altra presenza, stavolta con la Nazionale maggiore, il 28 gennaio 2005: sostituì all'intervallo il titolare Espen Johnsen nel pareggio a reti inviolate contro la Giordania.

## Statistiche

### Presenze e reti nei club
| Stagione      | Club          | Campionato    | Campionato | Campionato | Coppe nazionali | Coppe nazionali | Coppe nazionali | Coppe continentali | Coppe continentali | Coppe continentali | Supercoppe | Supercoppe | Supercoppe | Totale | Totale |
| Stagione      | Club          | Comp          | Pres       | Reti       | Comp            | Pres            | Reti            | Comp               | Pres               | Reti               | Comp       | Pres       | Reti       | Pres   | Reti   |
| ------------- | ------------- | ------------- | ---------- | ---------- | --------------- | --------------- | --------------- | ------------------ | ------------------ | ------------------ | ---------- | ---------- | ---------- | ------ | ------ |
| 1997          | Tromsø        | ES            | ?          | ?          | CN              | ?               | ?               | CC                 | ?                  | ?                  | -          | -          | -          | ?      | ?      |
| 1998          | Tromsø        | ES            | ?          | ?          | CN              | ?               | ?               | -                  | -                  | -                  | -          | -          | -          | ?      | ?      |
| 1999          | Tromsø        | ES            | 6          | 0          | CN              | 0               | 0               | -                  | -                  | -                  | -          | -          | -          | 6      | 0      |
| 2000          | Tromsø        | ES            | 4          | 0          | CN              | 0               | 0               | -                  | -                  | -                  | -          | -          | -          | 4      | 0      |
| 2001          | Tromsø        | ES            | 0          | 0          | CN              | 2               | 0               | -                  | -                  | -                  | -          | -          | -          | 2      | 0      |
| 2002          | Tromsø        | 1D            | 18         | 0          | CN              | 1               | 0               | -                  | -                  | -                  | -          | -          | -          | 19     | 0      |
| 2003          | Tromsø        | ES            | 21         | 0          | CN              | 6               | 0               | -                  | -                  | -                  | -          | -          | -          | 27     | 0      |
| 2004          | Tromsø        | ES            | 26         | 0          | CN              | 1               | 0               | -                  | -                  | -                  | -          | -          | -          | 27     | 0      |
| 2005          | Tromsø        | ES            | 6          | 0          | CN              | 1               | 0               | CU                 | 0                  | 0                  | -          | -          | -          | 7      | 0      |
| 2006          | Tromsø        | ES            | 7          | 0          | CN              | 1               | 0               | -                  | -                  | -                  | -          | -          | -          | 8      | 0      |
| 2007          | Tromsø        | ES            | 2          | 0          | CN              | 0               | 0               | -                  | -                  | -                  | -          | -          | -          | ?      | ?      |
| 2008          | Tromsø        | ES            | 0          | 0          | CN              | 0               | 0               | -                  | -                  | -                  | -          | -          | -          | 0      | 0      |
| Totale Tromsø | Totale Tromsø | Totale Tromsø | 94         | 0          |                 | ?               | ?               |                    | ?                  | ?                  |            | 0          | 0          | ?      | ?      |
| Totale        | Totale        | Totale        | 94         | 0          |                 | ?               | ?               |                    | ?                  | ?                  |            | 0          | 0          | ?      | ?      |

### Cronologia presenze e reti in Nazionale
| Cronologia completa delle presenze e delle reti in nazionale ― Norvegia | Cronologia completa delle presenze e delle reti in nazionale ― Norvegia | Cronologia completa delle presenze e delle reti in nazionale ― Norvegia | Cronologia completa delle presenze e delle reti in nazionale ― Norvegia | Cronologia completa delle presenze e delle reti in nazionale ― Norvegia | Cronologia completa delle presenze e delle reti in nazionale ― Norvegia | Cronologia completa delle presenze e delle reti in nazionale ― Norvegia | Cronologia completa delle presenze e delle reti in nazionale ― Norvegia |
| Data                                                                    | Città                                                                   | In casa                                                                 | Risultato                                                               | Ospiti                                                                  | Competizione                                                            | Reti                                                                    | Note                                                                    |
| ----------------------------------------------------------------------- | ----------------------------------------------------------------------- | ----------------------------------------------------------------------- | ----------------------------------------------------------------------- | ----------------------------------------------------------------------- | ----------------------------------------------------------------------- | ----------------------------------------------------------------------- | ----------------------------------------------------------------------- |
| 28/01/2005                                                              | Amman                                                                   | Giordania                                                               | 0 – 0                                                                   | Norvegia                                                                | Amichevole                                                              | -                                                                       |                                                                         |
| Totale                                                                  |                                                                         | Presenze                                                                | 1                                                                       |                                                                         | Reti                                                                    | 0                                                                       |                                                                         |